# قلعه کریم‌خان
قلعه کریم‌خان، روستایی از توابع بخش مرکزی در منطقه ولات نظامی شهرستان بروجرد در استان لرستان ایران است.

## جمعیت
این روستا در دهستان همت‌آباد قرار دارد و براساس سرشماری مرکز آمار ایران در سال ۱۳۸۵، جمعیت آن زیر سه خانوار بوده‌است.